# Stefan Streich
Stefan Streich (* 15. September 1961 in Schwäbisch Hall) ist ein deutscher Komponist.

## Leben
Stefan Streich studierte 1982–1990 an der Städtischen Akademie für Tonkunst Darmstadt Gitarre bei Wilfried Senger und Komposition bei Toni Völker.
1990–1994 folgte ein Kompositionsstudium bei Helmut Lachenmann an der Musikhochschule Stuttgart. Er besuchte Kompositionskurse bei Boguslav Schäffer, Isang Yun und Gottfried Michael Koenig.
1994 Übersiedlung nach Berlin und Zusammenarbeit mit vielen Künstlern aus den Bereichen Theater, Literatur und bildender Kunst, was 1997 zur Gründung der interdisziplinären Künstlergruppe WEISS Kunstbewegung führte. Dort war er bis 2002 einer der künstlerischer Leiter und organisierte medienübergreifender Gruppenprojekte.
Seit 2009 ist Stefan Streich künstlerischer Leiter der Klangwerkstatt Berlin - Festival für Neue Musik und 2016 kuratierte er in der Akademie der Künste Berlin die dreiwöchige Aktion Dezentrale Musik zum Thema musikalische Praxis im öffentlichen Raum.
Seine Musik wird von namhaften Ensembles aufgeführt, wie z. B. ensemble mosaik Berlin, Minguet Quartett Köln, KNM Kammerensemble Neue Musik Berlin, Trio Accanto Freiburg, RSO Stuttgart, ensemble recherche Freiburg, Ensemble Ars Ludi Rom, Deutsches Streichtrio München, Ensemble Phorminx Frankfurt/M., elole-Klaviertrio Dresden, Ensemble LUX_NM Berlin, Ensemble Apparat Berlin, MAM-Manufaktur für aktuelle Musik.
Als Lehrer hielt er Vorträge und Seminare u. a. an der Columbia University, Department of Music N.Y.C., Humboldt-Universität zu Berlin, Universität Potsdam und an der Musikhochschule Karlsruhe.

## Musik
Das wohl auffälligste Merkmal der Musik von Stefan Streich ist ihre Unmittelbarkeit und Intensität im Umgang mit Klang und Zeit. Fragile Einzelklänge, Unisonomixturen und Melodiepartikel verbinden sich mit konturierten Figuren und stilisierten, musiksprachlichen Piktogrammen. Dabei bevorzugt Streich keine bestimmten Themen oder Materialien. Musiksprachliche Assoziationsfelder und die reine Physik von Klang und Zeit ergänzen sich.

## Werke (Auswahl)
- Dramatische Studien (1997–2000) Serie für verschiedene Besetzungen
- AUS (1997) für Orchester (3.3.3.3 - 4.3.3.1 - Klavier, Harfe, 4 Schlgz - 12.12.10.8.8)
- Sextett (1998) für Altflöte, Oboe, Klarinette, Violine, Viola und Violoncello
- 5 Strophen Bassflöte (2001–2004) für Bassflöte
- 16 Strophen Klavier (2004) für Klavier
- Sog (2006) für Flöte, Klarinette, Violine, Violoncello und Klavier
- Ritorno (2006/07) für Bassflöte und Viola
- Lokalmetamorphose (2008) Klangdramatische, ortsbezogene Inszenierung
- Vier Bagatellen (2008) für Klaviertrio
- move (2001–2011) für Tubax (Kontrabasssax) oder Baritonsax, Klavier und Schlagzeug
- Clouds (2012 – ...) für verschiedene Instrumente, Serie
- Tag (2004–2013) 6-teiliger Zyklus für Klavier
- Pracht und Ärger (2013) für Orchester (2.2.2.2.-2.2.0.0.- Klavier, Schlgz - 6.4.4.4.2)
- Dunkelschwarz (2014) für Violoncello und vier Holzbläser (Fl, Ob, Klar, Sax)
- Kontur Rot (2014/15) für 2 Klarinetten und 2 Violoncelli
- Gehen (2015/16) für Streichquartett

## Auszeichnungen (Auswahl)
- Stipendium Deutsche Akademie Villa Massimo Rom[4] (2003)
- Stipendium Internationale Ferienkurse für Neue Musik Darmstadt (1988)
- Stipendium Heinrich-Strobel-Stiftung des Südwestrundfunks Freiburg (2004)
- Stipendium Künstlerhaus Schloß Wiepersdorf (1994)
- Stipendium Herrenhaus Edenkoben[5] (2014)
- Kompositionspreis der Stadt Stuttgart[6]  (Fördergabe 1987, 1. Preis 1989)